# Penny Pitou
Penny Pitou (n. 8 octombrie 1938, New York City, New York, SUA) este o schioare alpină ce a reprezentat Statele Unite ale Americii, medaliată olimpică. A participat la 2 ediții ale Jocurilor Olimpice (1956, 1960) în care a câștigat două medalii de argint.